# Butia microspadix
La palmera butiá (Butia microspadix) es una especie del género Butia de la familia de las palmeras (Arecaceae). Habita en el centro-este de Sudamérica.

## Taxonomía
Esta especie fue descrita originalmente en el año 1929 por el botánico alemán Karl Ewald Maximilian Burret bajo el nombre científico de Syagrus leptospatha.
Sobre el origen del ejemplar tipo, le fue asignado simplemente: “Brasilia” (Brasil), sin una indicación precisa, aunque probablemente sería en el estado de São Paulo.

## Distribución y hábitat
Esta palmera es un endemismo brasileño. Se distribuye en los estados de: São Paulo y Paraná.
Butia microspadix es un endemismo de la provincia fitogeográfica del cerrado, habitando en campos abiertos en colinas y sierras, entre rocas, llegando a altitudes de 1100 m s. n. m..

## Características
Posiblemente es una de las palmeras más pequeñas de las que habitan en Brasil. Posee un tallo simple, generalmente subterráneo. Presenta de 4 a 7 hojas con 19 a 20 pares de pinas dispuestas en un mismo plano, con una longitud de 23 cm en promedio para las situadas en el sector medio, y separadas por espacios variables, de entre 15 y 30 mm. Inflorescencia ramificada, con 17 cm de largo. Frutos maduros de 2 cm de largo por 1 de ancho, con el epicarpio de color castaño.
Usos
Tiene potencial como planta ornamental, siendo apta para jardines de piedra.